# Acanthobrama telavivensis
Acanthobrama telavivensis is een  straalvinnige vissensoort uit de familie van eigenlijke karpers (Cyprinidae). De wetenschappelijke naam van de soort is voor het eerst geldig gepubliceerd in 1973 door Goren, Fishelson & Trewavas.
De soort stond op de Rode Lijst van de IUCN als uitgestorven in het wild, beoordelingsjaar 2006. Na een succesvolle uitzetting van gefokte exemplaren, werd de soort in 2014 beoordeeld als kwetsbaar.